# Enunciat
Un enunciat és una seqüència aïllada de paraules que tenen sentit complet i que va emmarcades per pauses en la parla i per determinats signes de puntuació (punt, signe d'exclamació i signe d'interrogació) en l'escriptura. Segons l'estructuralisme, enunciat és qualsevol emissió verbal, que es divideix en frase (sense verb) o oració (amb verb). La resta d'escoles gramaticals, per contra, consideren que enunciat és un missatge amb sentit però sense verb, mentre que la frase o oració sí que posseeix el verb, que actua com el seu nucli.
Un tipus especial d'enunciat és el que es refereix a les instruccions d'un problema o exercici a resoldre, sobretot en el context de l'escola.